# Justin Olsen
Justin Bradley Olsen (Lubbock, 16 de abril de 1987) es un deportista estadounidense que compitió en bobsleigh en la modalidad cuádruple. 
Participó en dos Juegos Olímpicos de Invierno, en los años 2010 y 2014, obteniendo una medalla de oro en Vancouver 2010, en la prueba cuádruple (junto con Steven Holcomb, Steve Mesler y Curtis Tomasevicz).
Ganó seis medallas en el Campeonato Mundial de Bobsleigh entre los años 2009 y 2013.

## Palmarés internacional
| Juegos Olímpicos   | Juegos Olímpicos             | Juegos Olímpicos  | Juegos Olímpicos |
| Año                | Lugar                        | Medalla           | Prueba           |
| ------------------ | ---------------------------- | ----------------- | ---------------- |
| 2010               | Vancouver (Canadá)           | Medalla de oro    | Cuádruple        |
| Campeonato Mundial |                              |                   |                  |
| Año                | Lugar                        | Medalla           | Prueba           |
| 2009               | Lake Placid (Estados Unidos) | Medalla de oro    | Cuádruple        |
| 2009               | Lake Placid (Estados Unidos) | Medalla de bronce | Equipo           |
| 2011               | Königssee (Alemania)         | Medalla de bronce | Cuádruple        |
| 2012               | Lake Placid (Estados Unidos) | Medalla de oro    | Cuádruple        |
| 2012               | Lake Placid (Estados Unidos) | Medalla de oro    | Equipo           |
| 2013               | Sankt Moritz (Suiza)         | Medalla de bronce | Cuádruple        |